# Aclopus vittatus
Aclopus vittatus är en skalbaggsart som beskrevs av Wilhelm Ferdinand Erichson 1835. Aclopus vittatus ingår i släktet Aclopus och familjen Aclopidae. Inga underarter finns listade i Catalogue of Life.